# Malcolm Archer
Malcolm Archer (* 1952 in Großbritannien) ist ein britischer Organist, Chorleiter und Komponist.

## Leben
Archer ging auf die King Edward VII and Queen Mary School in Lytham St Annes, Lancashire zur Schule, bevor er als Stipendiat des Royal College of Organists, London am Royal College of Music in Kensington in London studierte. Zu seinen Orgellehrern gehörten unter anderen Ralph Downes, Gillian Weir und Nicolas Kynaston. Komposition studierte er bei Herbert Sumsion und  Alan Ridout. In den Jahren von 1972 bis 1975 war er Organ scholar am Jesus College in Cambridge.

## Berufsleben
Archers erste Anstellungen als Organist waren an der Bristol Cathedral und der Kathedrale von Norwich. Von 1996 bis 2004 war er Organist and Master of the Choristers, der Chorknaben, an der Kathedrale von Wells. Zu seinen Aufgaben gehörte die Ausbildung der Mitglieder des Chors für die täglichen Gottesdienste. Ferner war er Musikdirektor der  Wells Cathedral Oratorio Society, deren Aufnahmen von verschiedenen Konzerten großen Beifall fanden.
2004 ging Archer als Nachfolger von John Scott bis zum Juli 2007 als Organist and Director of Music an die St Paul’s Cathedral in London. Seit 2007 ist er Director of Chapel Music and Organist am Winchester College, wo er sowohl das Fach Orgel unterrichtet, als auch den Winchester College Chapel Choir leitet.
Archer war Mitglied des Vorstandes des Royal College of Organists. Seit dem Jahre 2012 sitzt er im Vorstand der Salisbury Cathedral und der Guild of Church Musicians.

## Ehrungen und Preise
- Organ Scholar am Jesus College in Cambridge
- Stipendium der Guild of Church Musicians
- Fellow der Royal School of Church Music (FRSCM)

## Kompositionen
Im Jahre 2012 lagen bereits mehr als 200 von Archers Kompositionen in gedruckter Form vor. Darunter ist die zum Gottesdienst für den 80. Geburtstag von Königin Elisabeth II., welche live vom britischen Fernsehsender BBC One übertragen wurde.

## Notendrucke (Auswahl)
- mit Alan Ridout: Carols Old and New-100 Christmas Settings. Kevin Mayhew, Bury St. Edmunds, Suffolk 1991, ISBN 0-86209-183-7.
- Favourite Anthem Book. Kevin Mayhew, Bury St.Edmunds, Suffolk 1991/1992.
- Thirty Short Interludes for Organ. Kevin Mayhew, Bury St. Edmunds, Suffolk 1992, ISBN 0-86209-229-9.
- Christchurch Mass: A Setting for Soprano Voices. Kevin Mayhew, Rattlesden, Bury St. Edmunds, Suffolk 1992, ISBN 0-86209-350-3.
- The Oxford Book of Wedding Music for Manuals. Oxford University Press, Oxford 1993, ISBN 0-19-375123-2.
- Six Plainsong Preludes for Organ. Kevin Mayhew, Bury St. Edmunds, Suffolk 1997, ISBN 1-84003-007-0.
- Advent for Choirs. Oxford University Press, Oxford 2006, ISBN 0-19-335576-0.
- mit John Scott: Epiphany to All Saints for Choirs. Oxford University Press, Oxford 2004, ISBN 0-19-353026-0.
- Make we Joy now in this Fest. Oxford University Press, Oxford 2008, ISBN 978-0-19-336059-4.
- Angels, from the Realms of Glory. Für Chorstimmen. Oxford University Press, Oxford 2010, ISBN 978-0-19-336883-5.
- A Sound of Singing in the Air. Für Chorstimmen und Orgel. Oxford University Press, Oxford 2016, ISBN 978-0-19-341388-7.